# 世祥堂
世祥堂即郑氏宗祠，位于中国福建省漳州市诏安县南诏镇东门社区郑厝祠路35号，建于明代，为诏安县郑氏大宗祠，奉郑时中为始祖。建筑坐西向东，由大门、正厅和两廊组成，其中大门五间，正厅三间，均为悬山顶建筑。今为2009年1月至2010年6月修缮，在宗祠之外兼作郑成功纪念馆（与台中市郑成功纪念馆为姐妹馆），其中收集有诏安郑氏的相关史料，包括郑成功家族在诏安军事活动情况的史料和文物。